# Чакдор Намґ'ял
Чакдор Намґ'ял — третій Чоґ'ял Сіккіму. Успадкував трон після смерті Тенсунґа Намґ'яла 1700 року.